# Darren Bent
Darren Ashley Bent (* 6. února 1984, Londýn, Spojené království) je anglický fotbalista hrající za anglický Fulham, kde je na hostování, a anglickou reprezentaci. Z posledních šesti sezón se dostal pětkrát do desítky nejlepších střelců Premier League.
Svou kariéru začínal v Ipswichi a odehrál zde 122 ligových utkání, ve kterých vsítil 48 branek. Po 4 letech se přesunul za 2,5 miliónu liber do londýnského Charltonu. Zde se vypracoval ve hvězdu a v roce 2007 ho vykoupil Tottenham za 16,5 milionu liber. Zde často ale jen střídal, protože v útoku nejčastěji nastupovala neotřesitelná dvojice Robbie Keane – Dimitar Berbatov. Další sezónu se přetahoval o místo s ruským útočníkem Pavljučenkem a nastoupil do 33 ligových utkání, ve kterých vsítil 12 gólů. Po sezóně ho ale kouč Tottenhamu Harry Redknapp prodal do Sunderlandu, kde patřil po jeden a půl sezóny mezi největší opory a dal celkem 32 branek. V zimním přestupovém období roku 2011 hledal manažer Aston Villy Gérard Houllier posilu, která by jeho klub vytáhla z mizérie. Francouz si vyhlédl právě Benta a přivedl ho za částku přesahující 20 miliónů eur. V prvních dvou sezonách nastřílel 19 gólů, jenže pak následovala trenérská výměna - přišel bývalý trenér Norwiche Paul Lambert. Pod Lambertem dostával více příležitostí však Belgičan Christian Benteke. Proto v létě 2013 odešel Bent na hostování do Fulhamu.
V anglické reprezentaci je trenérem častou opomíjen a odehrál pouze 13 utkání a vstřelil 4 branky.